# Pic Carbonero
El Pic Carbonero és una muntanya de 2.297 metres que es troba al municipi d'Espot, a la comarca del Pallars Sobirà. Es troba a la serra que separa la vall de Cabanes a l'oest de la vall del barranc d'Escarriella a l'est.
El seu vessant occidental està inclòs en el Parc Nacional d'Aigüestortes i Estany de Sant Maurici.